# Olympische Sommerspiele 1964/Teilnehmer (Argentinien)
| Gelbes Symbol für Goldmedaillen mit stilisierten Olympischen Ringen | Graues Symbol für Silbermedaillen mit stilisierten Olympischen Ringen | Braundes Symbol für Bronzemedaillen mit stilisierten Olympischen Ringen |
| ------------------------------------------------------------------- | --------------------------------------------------------------------- | ----------------------------------------------------------------------- |
| —                                                                   | 1                                                                     | —                                                                       |

Argentinien nahm an den Olympischen Sommerspielen 1964 in Tokio mit einer Delegation von 102 Athleten (96 Männer und 6 Frauen) an 78 Wettkämpfen in 14 Sportarten teil.
Der einzige Medaillengewinn gelang dem Reiter Carlos Moratorio mit dem zweiten Platz im Vielseitigkeitsreiten, womit er die Silbermedaille erhielt. Fahnenträgerin bei der Eröffnungsfeier war die 48-jährige Schwimmerin Jeanette Peper, die 1936 unter ihrem Geburtsnamen Jeanette Campbell an den Olympischen Spielen teilgenommen hatte. Ihre Tochter Susana Peper gehörte zum argentinischen Aufgebot im Schwimmen.

## Teilnehmer nach Sportarten

### Boxen
- Luis Romo
Fliegengewicht: in der 1. Runde ausgeschieden

- Abel Almaraz
Bantamgewicht: im Achtelfinale ausgeschieden

- Hugo Martínez
Federgewicht: in der 1. Runde ausgeschieden

- Héctor Pace
Leichtgewicht: im Achtelfinale ausgeschieden

- Roberto Amaya
Halbweltergewicht: in der 1. Runde ausgeschieden

- Felipe Pereyra
Weltergewicht: im Achtelfinale ausgeschieden

- José Roberto Chirino
Halbmittelgewicht: im Achtelfinale ausgeschieden

- Juan Aguilar
Mittelgewicht: im Achtelfinale ausgeschieden

- Rafael Gargiulo
Halbschwergewicht: im Viertelfinale ausgeschieden

- Santiago Lovell
Schwergewicht: im Viertelfinale ausgeschieden

### Fechten
Männer
- Orlando Nannini
Florett: in der 1. Runde ausgeschieden
Florett Mannschaft: in der 1. Runde ausgeschieden

- Jesús Taboada
Florett: in der 1. Runde ausgeschieden
Degen: in der 1. Runde ausgeschieden
Florett Mannschaft: in der 1. Runde ausgeschieden
Degen Mannschaft: in der 1. Runde ausgeschieden

- Adolfo Bisellach
Florett: in der 1. Runde ausgeschieden
Florett Mannschaft: in der 1. Runde ausgeschieden

- Alberto Lanteri
Säbel: im Viertelfinale ausgeschieden
Florett Mannschaft: in der 1. Runde ausgeschieden
Säbel Mannschaft: in der 1. Runde ausgeschieden

- Félix Galimi
Florett Mannschaft: in der 1. Runde ausgeschieden
Degen Mannschaft: in der 1. Runde ausgeschieden

- Zelmar Casco
Degen: in der 1. Runde ausgeschieden
Degen Mannschaft: in der 1. Runde ausgeschieden

- Francisco Serp
Degen: in der 1. Runde ausgeschieden
Degen Mannschaft: in der 1. Runde ausgeschieden

- Rafael González
Säbel: in der 1. Runde ausgeschieden
Säbel Mannschaft: in der 1. Runde ausgeschieden

- Juan Carlos Frecia
Säbel: in der 1. Runde ausgeschieden
Säbel Mannschaft: in der 1. Runde ausgeschieden

- Julian Velásquez
Säbel Mannschaft: in der 1. Runde ausgeschieden

Frauen
- María Romano
Florett: 9. Platz

### Fußball
- in der Gruppenphase ausgeschieden
Agustín Cejas
Andrés Bertolotti
Antonio Cabrera
Carlos Alberto Bulla
Héctor Ochoa
Horacio Moráles
José Malleo
Juan Carlos Domínguez
Juan Risso
Miguel Mori
Miguel Tojo
Néstor Manfredi
Otto Sesana
Roberto Perfumo

### Gewichtheben
- Martín Eguiguren
Halbschwergewicht: Wettkampf nicht beendet

- Humberto Selvetti
Schwergewicht: 17. Platz

### Judo
- Oscar Hugo Karpenkopf
Leichtgewicht: im Achtelfinale ausgeschieden

- Rodolfo Pérez
Mittelgewicht: 5. Platz

- Michel Casella
Schwergewicht: 6. Platz

### Leichtathletik
Männer
- Juan Carlos Dyrzka
400 m: im Vorlauf ausgeschieden
110 m Hürden: im Vorlauf ausgeschieden
400 m Hürden: im Halbfinale ausgeschieden

- Osvaldo Suárez
Marathon: Rennen nicht beendet

Frauen
- Margarita Formeiro
100 m: im Vorlauf ausgeschieden
4-mal-100-Meter-Staffel: im Vorlauf ausgeschieden

- Susana Ritchie
200 m: im Vorlauf ausgeschieden
4-mal-100-Meter-Staffel: im Vorlauf ausgeschieden

- Evelia Farina
Weitsprung: 26. Platz
4-mal-100-Meter-Staffel: im Vorlauf ausgeschieden

- Alicia Kaufmanas
Weitsprung: 30. Platz
4-mal-100-Meter-Staffel: im Vorlauf ausgeschieden

### Radsport
- Delmo Delmastro
Straßenrennen: 8. Platz
Straße Mannschaftszeitfahren: 4. Platz

- Roberto Breppe
Straßenrennen: 9. Platz
Straße Mannschaftszeitfahren: 4. Platz

- Rubén Placánica
Straßenrennen: 49. Platz
Straße Mannschaftszeitfahren: 4. Platz

- Héctor Acosta
Straße Mannschaftszeitfahren: 4. Platz

- Oscar García
Bahn Sprint: in der 3. Runde ausgeschieden

- Carlos Alberto Vázquez
Bahn Sprint: in der 1. Runde ausgeschieden
Bahn 1000 m Zeitfahren: 12. Platz
Bahn 4000 m Mannschaftsverfolgung: 5. Platz

- Ernesto Contreras
Bahn 4000 m Mannschaftsverfolgung: 5. Platz

- Juan Alberto Merlos
Bahn 4000 m Mannschaftsverfolgung: 5. Platz

- Alberto Trillo
Bahn 4000 m Mannschaftsverfolgung: 5. Platz

### Reiten
- Francisco D’Alessandri
Dressur: 13. Platz

- Jorge Cánaves
Springreiten: 12. Platz
Springreiten Mannschaft: 5. Platz

- Hugo Arrambide
Springreiten: 17. Platz
Springreiten Mannschaft: 5. Platz

- Carlos D’Elia
Springreiten: 22. Platz
Springreiten Mannschaft: 5. Platz

- Carlos Moratorio
Vielseitigkeit: Silber 
Vielseitigkeit Mannschaft: 6. Platz

- Elvio Flores
Vielseitigkeit: 17. Platz
Vielseitigkeit Mannschaft: 6. Platz

- Juan Gesualdi
Vielseitigkeit: 29. Platz
Vielseitigkeit Mannschaft: 6. Platz

- Julio Henri
Vielseitigkeit: ausgeschieden
Vielseitigkeit Mannschaft: 6. Platz

### Ringen
- Rubén Leibovich
Federgewicht, griechisch-römisch: in der 2. Runde ausschieden
Bantamgewicht, Freistil: in der 2. Runde ausschieden

- Raúl Romero
Leichtgewicht, griechisch-römisch: in der 1. Runde ausschieden
Federgewicht, Freistil: in der 3. Runde ausschieden

- Carlos Alberto Vario
Weltergewicht, griechisch-römisch: in der 2. Runde ausschieden
Leichtgewicht, Freistil: in der 4. Runde ausschieden

- Julio Graffigna
Mittelgewicht, griechisch-römisch: in der 2. Runde ausschieden
Weltergewicht, Freistil: in der 3. Runde ausschieden

### Rudern
- Alberto Demiddi
Einer: 4. Platz

- Juan Carlos Gómez
Doppel-Zweier: 12. Platz

- José María Robledo
Doppel-Zweier: 12. Platz

- Carlos Montaldo
Zweier ohne Steuermann: 11. Platz

- Ricardo Durán
Zweier ohne Steuermann: 11. Platz

- Natalio Rossi
Zweier mit Steuermann: 12. Platz

- Juan Pedro Lier
Zweier mit Steuermann: 12. Platz

- Oscar Rompani
Zweier mit Steuermann: 12. Platz

- Juan Francisco Zanassi
Vierer ohne Steuermann: im Viertelfinale ausgeschieden

- Atilio Kesunza
Vierer ohne Steuermann: im Viertelfinale ausgeschieden

- Jorge Meana
Vierer ohne Steuermann: im Viertelfinale ausgeschieden

- Juan Alberto Iannuzzi
Vierer ohne Steuermann: im Halbfinale ausgeschieden

### Schießen
- Manuel José Fernández
Schnellfeuerpistole 25 m: 28. Platz

- Juan Carlos Oxoby
Schnellfeuerpistole 25 m: 32. Platz

- Humberto Aspitia
Freie Pistole 50 m: 41. Platz

- Eduardo Armella
Kleinkalibergewehr Dreistellungskampf 50 m: 44. Platz

- Melchor López
Kleinkalibergewehr liegend 50 m: 59. Platz

- Cirilo Nassiff
Kleinkalibergewehr liegend 50 m: 60. Platz

- Juan Ángel Martini senior
Trap: 13. Platz

- José Passera
Trap: 44. Platz

### Schwimmen
Männer
- Luis Nicolao
100 m Freistil: im Vorlauf ausgeschieden
200 m Schmetterling: im Halbfinale ausgeschieden
4-mal-100-Meter-Lagen-Staffel: im Vorlauf ausgeschieden

- Carlos van der Maath
100 m Freistil: im Vorlauf ausgeschieden
400 m Freistil: im Vorlauf ausgeschieden
200 m Rücken: im Halbfinale ausgeschieden
4-mal-100-Meter-Lagen-Staffel: im Vorlauf ausgeschieden

- Ricardo Morello
1500 m Freistil: im Vorlauf ausgeschieden

- Pedro Diz
200 m Rücken: im Vorlauf ausgeschieden

- Miguel Angel Navarro
200 m Brust: im Vorlauf ausgeschieden
4-mal-100-Meter-Lagen-Staffel: im Vorlauf ausgeschieden

- Alberto Bourdillón
4-mal-100-Meter-Lagen-Staffel: im Vorlauf ausgeschieden

Frauen
- Susana Peper
100 m Rücken: im Vorlauf ausgeschieden
200 m Brust: im Vorlauf ausgeschieden

### Segeln
- Ricardo Boneo
Finn-Dinghy: 26. Platz

- Roberto Sieburger
Star: 12. Platz

- Arnoldo Pekelharing
Star: 12. Platz

- Jorge Salas Chávez
Drachen: 10. Platz

- Jorge del Río Salas
Drachen: 10. Platz

- Rodolfo Rivademar
Drachen: 10. Platz

### Turnen
Männer
- Carlos Alberto Pizzini
Einzelmehrkampf: 112. Platz
Boden: 112. Platz
Pferdsprung: 90. Platz
Barren: 106. Platz
Reck: 122. Platz
Ringe: 111. Platz
Seitpferd: 101. Platz